# Филмонт (Њујорк)
Филмонт (енгл. Philmont) град је у америчкој савезној држави Њујорк.

## Демографија
По попису из 2010. године број становника је 1.379, што је 101 (-6,8%) становника мање него 2000. године.
| Група             | 2000.         | 2010.         |
| Белци             | 1.382 (93,4%) | 1.240 (89,9%) |
| Афроамериканци    | 25 (1,7%)     | 26 (1,9%)     |
| Азијати           | 3 (0,2%)      | 9 (0,7%)      |
| Хиспаноамериканци | 55 (3,7%)     | 43 (3,1%)     |
| Укупно            | 1.480         | 1.379         |